# 全国高等学校女子軟式野球選手権大会
全日本女子軟式野球学生選手権大会（ぜんにほんじょしなんしきやきゅうがくせいせんしゅけんたいかい）は、全日本女子軟式野球連盟の主催で、毎年8月に行われる中学・高校生の女子軟式野球大会である。

## 概要
2010年（第8回）大会までは「全国高等学校女子軟式野球選手権大会」の大会名で高等学校を対象とした大会として開催されていたが、2011年（第9回）の大会以降は「全日本女子軟式野球学生選手権大会」の中高生の部として開催しているため、学外の野球チームなどが多数を占めている。

## 歴代大会結果

### 全国高等学校女子軟式野球選手権大会
| 回 | 開催年 | 優勝校                       | 結果   | 準優勝校           | 備考       |
| -- | ------ | ---------------------------- | ------ | ------------------ | ---------- |
| 1  | 2003年 | 千葉学芸（千葉）             | －     | 戸板女子（東京）   |            |
| 2  | 2004年 | 早稲田実業（東京）           | 18 - 8 | 久留米商業（福岡） |            |
| 3  | 2005年 | 東京経営短大村田女子（東京） | 17 - 3 | 早稲田実業（東京） |            |
| 4  | 2006年 | 東京経営短大村田女子（東京） | －     | 横浜隼人（神奈川） | 総当たり戦 |
| 5  | 2007年 | 村田女子（東京）             | 6 - 1  | 横浜隼人（神奈川） |            |
| 6  | 2008年 | 村田女子（東京）             | 4 - 3  | 横浜隼人（神奈川） |            |
| 7  | 2009年 | 村田女子（東京）             | 3 - 1  | 横浜隼人（神奈川） |            |
| 8  | 2010年 | 横浜隼人（神奈川）           | －     | 村田女子（東京）   | 総当たり戦 |

### 全日本女子軟式野球学生選手権大会 中高生の部
| 回 | 開催年 | 優勝校                         | 結果                 | 準優勝校                     | 備考                 |
| -- | ------ | ------------------------------ | -------------------- | ---------------------------- | -------------------- |
| 9  | 2011年 | 横浜隼人（神奈川）             | 9 - 2                | ダイヤモンドガールズ（福井） |                      |
| 10 | 2012年 | 横浜隼人（神奈川）             | 6 - 4                | オール京急（神奈川）         |                      |
| 11 | 2013年 | オール京急（神奈川）           | 4 - 1                | マリンスターズヤング（千葉） |                      |
| 12 | 2014年 | マリンスターズヤング（千葉）   | 2 - 1                | オール京急（神奈川）         |                      |
| 13 | 2015年 | マリンスターズヤング（千葉）   | 2 - 0                | 三鷹倶楽部ダブリュー（東京） |                      |
| 14 | 2016年 | 愛知アドバンスジュニア（愛知） | 1 - 0                | 香川オリーブガールズ（香川） |                      |
| 15 | 2017年 | 宮城デイジーズ（宮城）         | 2 - 1                | 城南鵬翔クラブ（東京）       |                      |
| 16 | 2018年 | 宮城デイジーズ（宮城）         | 4 - 3                | 三重高虎ガールズ（三重）     |                      |
| 17 | 2019年 | 城南鵬翔クラブ（東京）         | 10 - 1               | 中京大中京（愛知）           |                      |
| 18 | 2020年 | 新型肺炎の影響で中止           | 新型肺炎の影響で中止 | 新型肺炎の影響で中止         | 新型肺炎の影響で中止 |
| 19 | 2021年 | 同上                           | 同上                 | 同上                         | 同上                 |
| 20 | 2022年 | 城南鵬翔クラブ（東京）         | 10 - 8               | 三鷹倶楽部ダブリュー（東京） |                      |
| 21 | 2023年 | 深川クラブ（東京）             | 13 - 4               | マリンスターズヤング（千葉） |                      |
| 22 | 2024年 | 深川クラブ（東京）             | 7 - 0                | 茨城スーパーガールズ（茨城） |                      |